# یاگودنویه (سرزمین آلتای)
یاگودنویه (به لاتین: Yagodnoye) یک منطقهٔ مسکونی در روسیه است که در بارنائول واقع شده‌است.